# 구례군의회
구례군의회는 전라남도 구례군 지역을 관할하는 기초의회이다.